# Estación de La Canyada
La Canyada es una estación de la línea 2 de Metrovalencia. Se encuentra en el término municipal de Paterna, situada en la Plaza Puerta del Sol.

## Características
La estación se encuentra en la superficie, con dos andenes y dos vías que facilitan la movilidad de los usuarios. Está diseñada con un enfoque en la accesibilidad, asegurando que los individuos con discapacidades físicas, visuales y auditivas puedan utilizar las instalaciones sin obstáculos.

## Historia
Por obras de duplicación de vía en Fuente del Jarro, del 28 de marzo al 24 de diciembre de 2024, permaneció suspendido el servicio en el tramo Llíria-Paterna.